# Hidrogén-jodid
A hidrogén-jodid a jód hidrogénnel alkotott vegyülete, összegképlete HI. Poláris molekulákat alkot. Színtelen, szúrós szagú, nagy sűrűségű gáz. Vízben nagyon jól oldódik, egy liter víz 400 liter hidrogén-jodidot old. A levegőn füstölög: oldatot alkot a levegő páratartalmával, ami cseppenként kiválik. Erős sav.

## Kémiai tulajdonságai
Vízben való jó oldhatósága azzal magyarázható, hogy erős sav, nagy mértékben disszociál.
{\displaystyle \mathrm {HI+H_{2}O\rightleftharpoons H_{3}O^{+}+I^{-}} }
A hidrogén-jodid hidrogénatomja fémmel helyettesíthető, velük sókat, jodidokat képez. A vízmentes hidrogén-jodid általában nem támadja meg a fémeket. Nedvesség jelenlétében vagy vizes oldatban azonban hidrogénfejlődés közben reagál a hidrogénnél negatívabb elektródpotenciálú fémekkel.
Magasabb hőmérsékleten vagy ultraibolya sugárzás hatására elemeire bomlik. A vizes hidrogén-jodid oldat levegőn megbarnul, mert a hidrogén-jodid a levegő oxigénje hatására jóddá oxidálódik. A barna színt a kiváló jód okozza.
{\displaystyle \mathrm {4\ HI+O_{2}\rightarrow 2\ I_{2}+2\ H_{2}O} }
Redukáló tulajdonságú, emiatt redukálószerként alkalmazzák, főként a szerves kémiában. A fluor, a klór és a bróm jódot szabadít fel belőle. A hidrogén-peroxid először jóddá oxidálja, de a jód tovább reagál a hidrogén-peroxiddal, visszaalakul hidrogén-jodiddá és oxigén szabadul fel.
{\displaystyle \mathrm {2\ HI+H_{2}O_{2}\rightarrow I_{2}+2\ H_{2}O} }
{\displaystyle \mathrm {I_{2}+H_{2}O_{2}\rightarrow 2\ HI+O_{2}} }
Egyéb oxidálószerek, például barnakő (mangán-dioxid) hatására szintén jód válik szabaddá belőle. Jódsavval a következő egyenlet szerint reagál:
{\displaystyle \mathrm {HIO_{3}+5\ HI\rightarrow 3\ I_{2}+2\ H_{2}O} }
Salétromsav hatására nitrogén-monoxid fejlődése közben jód szabadul fel belőle:
{\displaystyle \mathrm {2\ HI+2\ HNO_{3}\rightarrow I_{2}+2\ NO+2\ H_{2}O} }
Ha kén-dioxiddal reagál, jód és kén válik ki.
{\displaystyle \mathrm {SO_{2}+4\ HI\rightarrow S+2\ I_{2}+2\ H_{2}O} }

## Előfordulása
A hidrogén-jodid megtalálható kisebb mennyiségben a vulkáni gőzökben és egyes hőforrások vizében. A sói (a jodidok) kisebb mennyiségben források vizében fordulnak elő, illetve megtalálhatók a tengervízben is.

## Előállítása, felhasználása
A hidrogén-jodidot foszfor-trijodidból állítják elő vízzel:
{\displaystyle \mathrm {PI_{3}+3\ H_{2}O\rightarrow H_{3}PO_{3}+3\ HI} }
Felhasználják jódsók, gyógyszerek és fertőtlenítőszerek előállítására. A szerves kémiában redukálószerként, az analitikai kémiában reagensként használják.